# Лестница троллей
Ле́стница тро́ллей (норв. Trollstigen, в русских источниках также распространено название Дорога троллей) — одно из самых популярных и посещаемых туристических мест в Норвегии. Находится в северной части западной Норвегии (Вестланн).

## Описание
Лестница троллей является частью норвежской национальной дороги RV63, соединяющей города Ондалснес (норв. Åndalsnes) в коммуне Рёума и Валлдал (норв. Valldal) в коммуне Нурдал в фюльке Мёре-ог-Ромсдал.
Дорога была открыта королём Хоконом VII 31 июля 1936 года, после 8 лет строительства. Даже в наши дни Лестница троллей может служить примером инженерного и конструкторского искусства. Дорога во время подъёма делает 11 резких поворотов, высота подъёма иногда составляет 9 %. Примерно на середине подъёма находится мост через водопад Стигфоссен (норв. Stigfossen).
Местами ширина дороги не превышает 3,3 метра, поэтому проезд машин, длина которых больше, чем 12,4 метра, запрещён.
В осенне-зимний период Лестница троллей закрыта для проезда. Обычно этот участок дороги открывается во второй половине мая и закрывается в октябре, но в зависимости от погодных условий эти даты могут сдвигаться.
Летом 2005 года на дороге были проведены ремонтные работы, в ходе которых на защиту от камнепадов и обеспечение безопасности автомобилистов было истрачено около 16 млн норвежских крон.

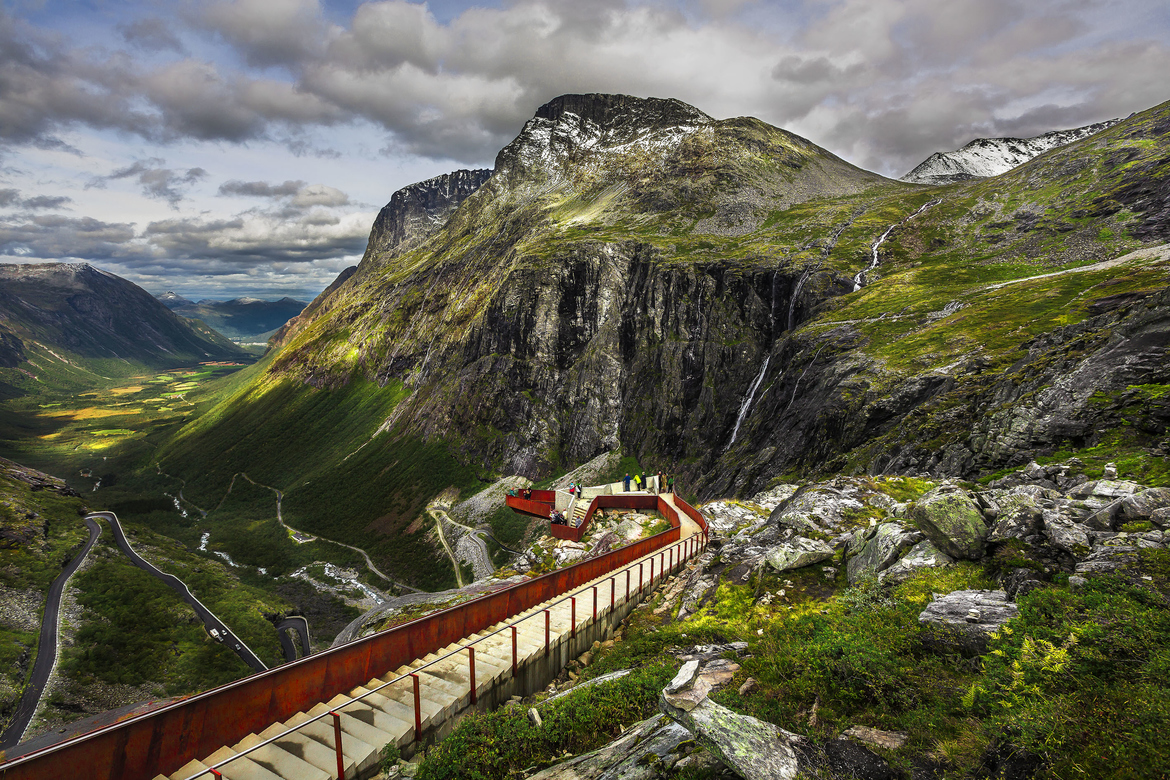
Обзорная площадка, с которой открывается вид на Тролльстиген, и пешеходная дорожка к ней

На самой вершине (858 метров над уровнем моря) есть большая парковка и множество сувенирных магазинчиков. В нескольких минутах ходьбы от парковки расположена обзорная площадка, с которой открывается вид на петляющую Лестницу троллей и на водопад Стигфоссен, высота которого составляет 180 метров.

## История строительства

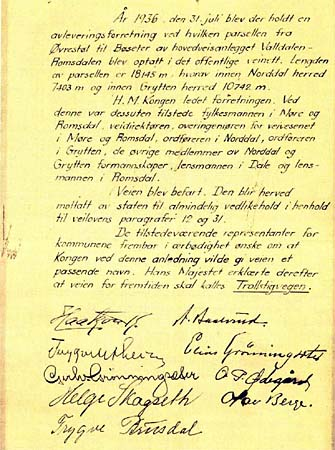
Акт приёмки дороги за подписью короля Норвегии Хокона VII

В период с 1533 по 1875 гг. на Девольде в Румсдалене существовала румсдальская ярмарка. Она стала главной причиной, по которой жители долины Валльдален захотели иметь более удобное сообщение через Трольстиген. Население Румсдалена также было заинтересовано в строительстве дороги в Валльдален. В 1891 году было проложено 8 км дороги от Веблунгснеса до Квернбруа в Истердалене. Далее она шла к Кнутсетеру, находящемуся в глубине долины.
В том же году власти уезда Нордаль и Грюттен договорились об обращении к амтману с просьбой о разработке плана и строительстве дороги через горы. Глава амта принял в 1893 году решение обратиться в Строительное ведомство с ходатайством о рассмотрении возможности строительства и составлении сметы его стоимости. Директор ведомства Краг поручил инженеру Нильсу Ховденаку (норв. Nils Hovdenak) разработать план прокладки дороги через горы. Летом 1894 года Ховденак обследовал всю местность между Эвстестёлем (норв. Øvstestøl) и Кнутсетером. По его мнению, дорогу стоило строить от Эвстестёля до Стигфьелльрёры, поскольку впоследствии она могла стать автомобильным шоссе. Однако на участке Стиген строительство автомобильной дороги обошлось бы слишком дорого. Впрочем, участок вполне годился для постройки тропы для передвижения людей с лошадьми. Директор Краг не поверил в возможность автомобильной дороги через Тролльстиген, однако новое обследование, проведенное в 1896 году, подтвердило это. В последующие годы Ховденак многое сделал, чтобы сообщение через Тролльстиген стало реальностью. Эта работа принесла свои плоды, и в 1905—1906 гг. на строительство дороги из государственного бюджета было выделено 4000 крон.
Работы начались в 1905 году, а в 1913 году строительство дороги было завершено. И хотя дорога была готова, у Нильса Ховденака имелись более обширные планы, а именно прокладка автомобильной дороги от Валльдалена до Румсдалена. В частности, он писал: «Помимо прочего, дорога через горы между Вальдаленом и Ондалснесом станет важным туристическим маршрутом и, прежде всего, потому что этот перевал в смысле природного ландшафта самое лучшее, что есть в нашей стране». Ховденак разработал новый план и составил смету расходов на строительство автомобильной дороги от Валльдалена до Румсдалена. В письме от 5 октября 1916 года директор Строительного ведомства сообщил, что Департамент общественных работ (норв. Arbeidsdepartmentet) дал разрешение на начало строительства дороги. В первую очередь были построены мосты Гудбранн (1919), Холь (1921) и Крихе (1926-27). Со стороны Румсдаля работы начались в 1928 году. Строительство заняло продолжительное время. Лето было коротким, а местность горная, поэтому строительству угрожали камнепады и снежные лавины. Однако 31 июля 1936 года дорога была готова и представляла собой 11 поворотов на крутых горных склонах с многочисленными искусственными сооружениями в виде стен из природного камня и мостов. Король Хокон лично принял сдачу дороги между Валльдаленом и Румсдаленом. В составленном документе о приёмке дороги написано, что «присутствующие представители коммун попросили короля дать дороге название, после чего тот назвал её Тролльстигвегеном», то есть дорогой «Лестница троллей»..

## Как добраться
Лестница троллей
Ондалснес
Валлдал
Ейрангер
Молде
Олесунн
Расстояние
- Осло-Ондалснес 480 км
- Отта-Ондалснес 140 км
- Домбос-Ондалснес 105 км
- Молде-Ондалснес 50 км
- Олесунн-Ондалснес 120 км
- Ейрангер-Ондалснес 85 км

от Домбоса (норв. Dombås) (Осло)
- по трассе E136 на запад от Домабаса через долину Румсдаль (норв. Romsdal) в направление к городу Ондалснес (норв. Åndalsnes)

от Олесунн (норв. Ålesund)
На восток по трассе E136, через Sjøholt и пересечь горный перевал Ørskogfjellet.
от Ейрангера (Гейрангер)
На север по трассе RV63, пересечь фьорд Eidsdal на пароме и дальше двигаться в направлении Åndalsnes.